# ナショナルデーケーキ

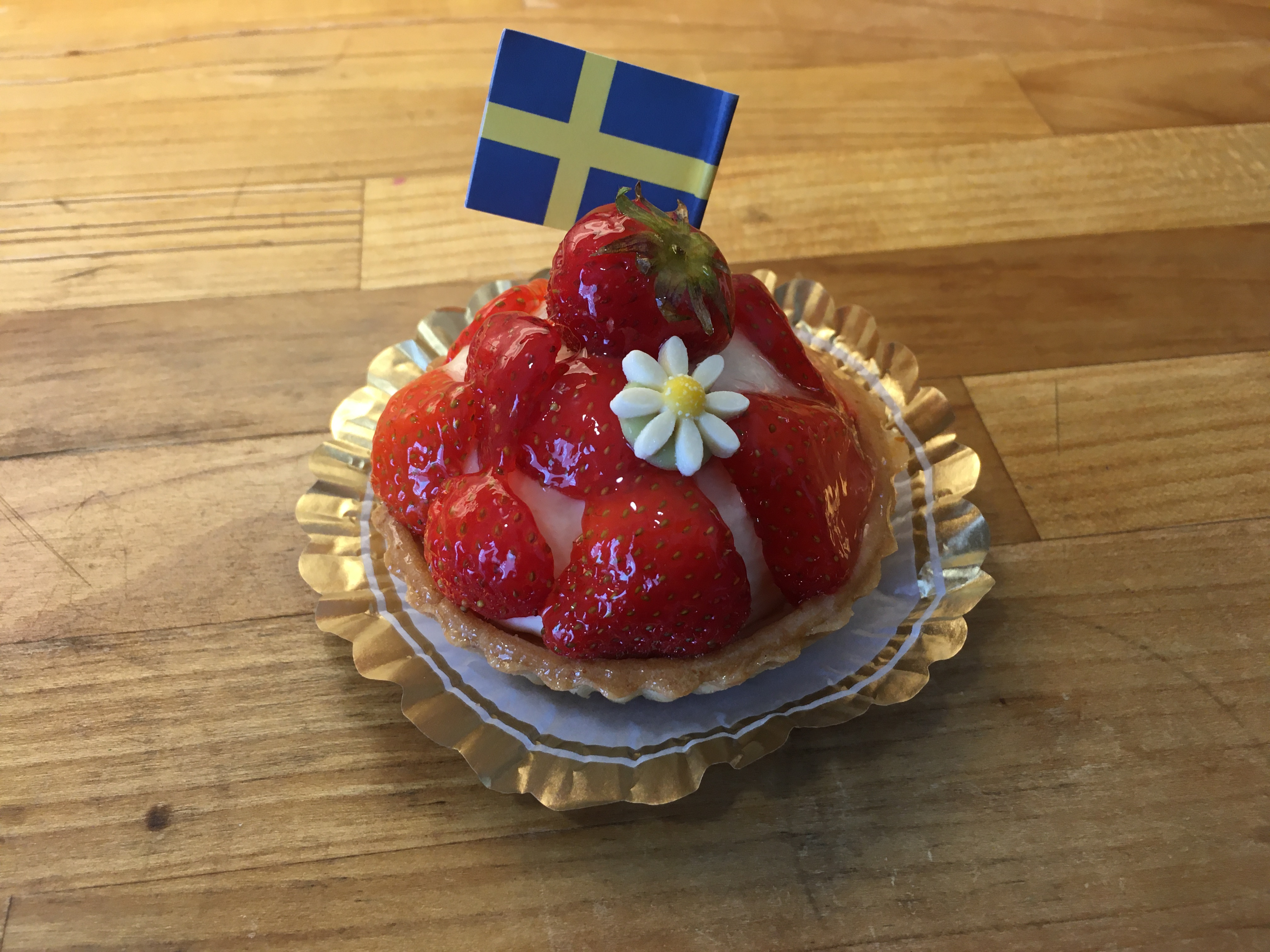
ナショナルデーケーキ

ナショナルデーケーキ（スウェーデン語: Nationaldagsbakelse）は、スウェーデンでスウェーデンのナショナルデー（毎年6月6日）に食されるケーキ。
6月頃に出回るスウェーデン産のイチゴが使用され、スウェーデンの国旗が飾られるのが特徴。スウェーデンの伝統菓子にはよく使われるアーモンドペーストを用いたパイ生地に、同じくアーモンドペーストとオレンジリキュールを用いたフィリングを使用するのが基本であるが、アレンジされることも多い。